# باش‌کویوجاک (صندوق‌لی)
باش‌کویوجاک (به ترکی استانبولی: Başkuyucak) یک منطقهٔ مسکونی در ترکیه است که در صندوق‌لی واقع شده‌است.